# 다크 투어리즘

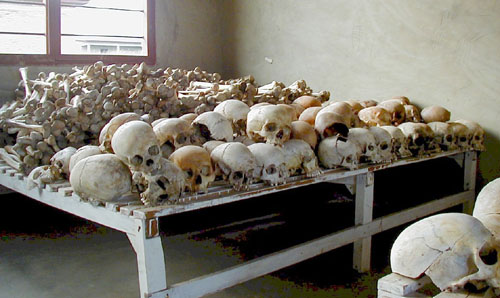
르완다 학살을 전하는 무란비 학살기념관

다크 투어리즘(Dark tourism)은 재해피재적지, 전쟁 철거지 등 인류의 죽음이나 슬픔을 대상으로 한 관광. 블랙 투어리즘(Black tourism) 또는 그리프 투어리즘(Grief tourism)이라고도 불리고 있다. 타나투어리즘(Thanatourism)은 고대 그리스어로 신격화 된 죽음을 의미하는 죽음충동에 유래하지만, 이것도 어두운 관광에 관계하고 있지만, 폭력적인 죽음을 보다 분명히 나타내 보일 때에 사용되어 보다 한정적인 의미로 사용된다. 관광은 일반적으로 오락성이 있는 레저의 하나이지만, 어두운 관광에서는 배움의 수단으로서 파악한다.
이것에는 이하의 토지 및 전투자나 성, 재해 철거지, 형무소 및 수용소를 포함된다. 일본에서는 작가 아즈마 히로키나 저널리스트 츠다 다이스케가 체르노빌 원자력 발전을 대상으로 한 기행을 발표해, 그 후, 서적으로서 「후쿠시마 제일 원자력 발전 관광지화 계획」(사상 지도βvol. 4-2, 2013년)을 간행한 것으로 일반적으로 알려지게 되었다.

## 사례
- 대한민국
  - 서대문형무소
  - 알뜨르 비행장
  - 5·18 광주 민주화 운동 관련 사적지
- 스코틀랜드 카로덴
- 루마니아 브랑성
- 일본 히로시마 평화기념공원
- 우크라이나 체르노빌
- 뉴욕 그라운드 제로
- 폴란드의 아우슈비츠 강제 수용소
- 웨일즈의 뷰마리스성
- 난징의 난징 대학살기념관
- 캄보디아 트르 스렌 학살 박물관

## 연구
다크 투어리즘의 개념은 1996년에 그라스고 카레드니안 대학의 교수 존 레넌과 말콤 훠리에 의해서 제창되었다. 연구자들은 근대·고대 양쪽 모두의 설정을 해, 죽음이나 재해에 관련하는 관광지나 전시를 분석하고 있다. 그들은 그러한 장소를 방문해 관광객의 동기를 이해하고 싶다고 생각하고 있다. 중앙 란카샤 대학의 필립 스톤은 현재 어두운 관광연구소의 소장으로서 이 분야를 연구하고 있는 박사이다. 지금까지 몇 개의 논문을 저술해, 발표하고 있다. 그는 슬픔과 죽어 연결시킬 수 있는 장소에 사람들은 어떻게 모이는지를 지적해, 어두운 관광의 모랄과 사회적 영향을 판별하려고 했다. 박사는 또 어두운 관광이 얼마나 부도덕을 구현하고 있는지, 그렇기 때문에야말로 반대로 도덕이 이해될지에 임해서 언급하고 있다. 남미에서는  Maximiliano E. Korstanje가 스톤 박사의 연구를 한층 더 진행해 현대의 재해, 떼죽음이나 음악제로 194명이 사망한 크로마뇽의 비극과 같은 성스러운 장소를 이해하려고 했다. 어두운 관광은 세속화한 세계에서 죽음을 받아 들이는 하나의 형태로서 재해나 대참사의 뒤에 부흥하는 사회를 돕는 반발력의 구조가 될 수 있는 것을 논하고 있다.

## 비판적인 견해
어두운 관광은 때로는 이익 추구의 한 형태로서 볼 수 있는 일이 있다. 기업가는 스스로의 이익을 위해서, 관광지에의 방문자의 감정적인 반응을 이용하려는 일이 있다. 뉴욕의 그라운드 제로에서는 활발히 상업 활동을 한다. 또 해당지에 있고, 마음의 상처가 치유되지 않은 사람들이 존재하는 경우는 주의를 필요로 한다.

## 같이 보기
- 부의 세계유산